# Amerikaans-Zwitserse betrekkingen

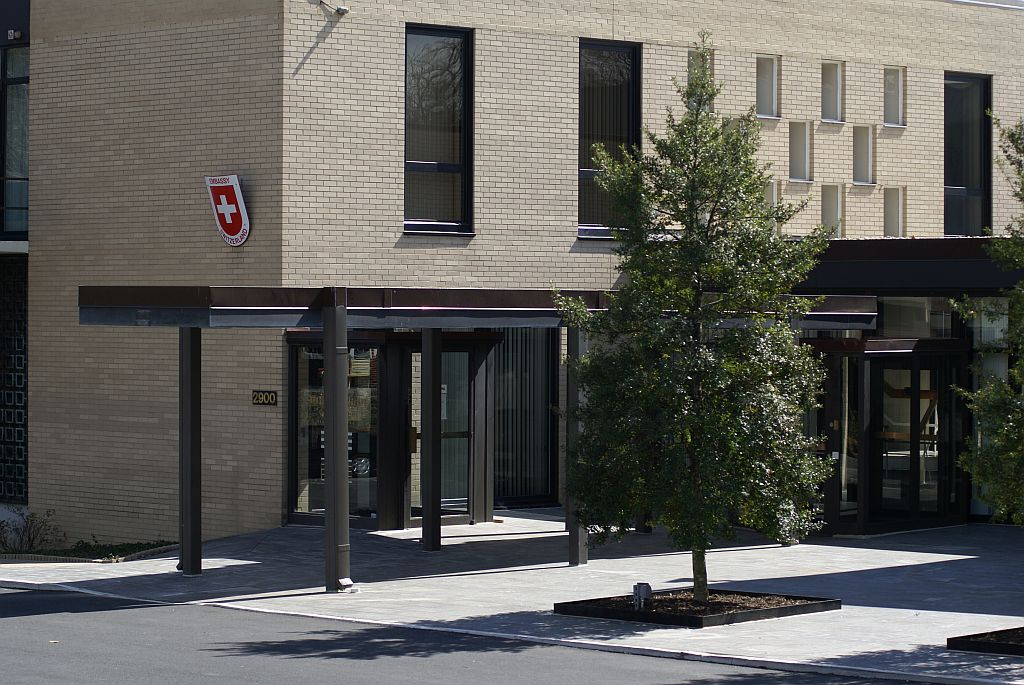
Ambassade van Zwitserland in Washington D.C.

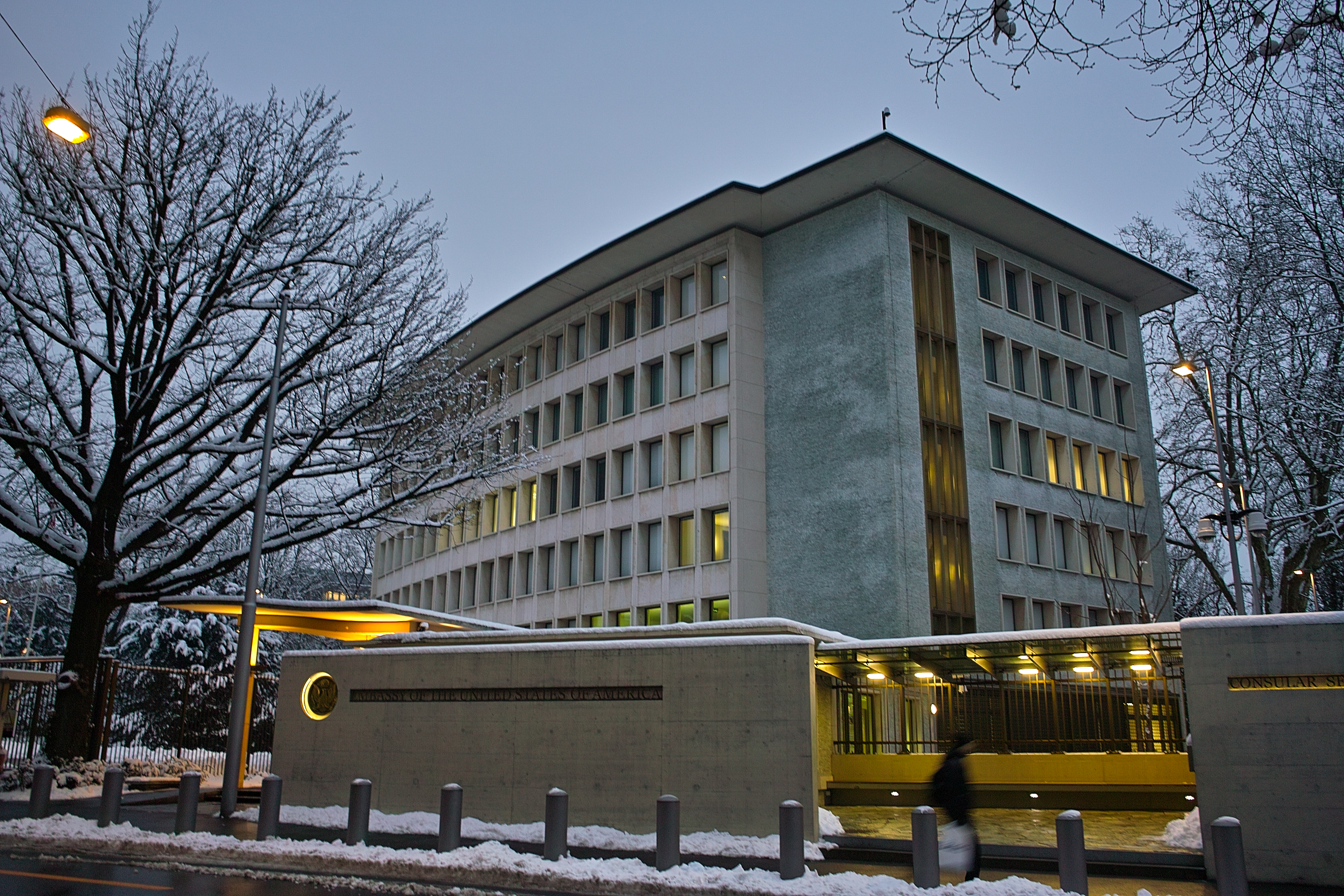
Ambassade van de Verenigde Staten in Bern.

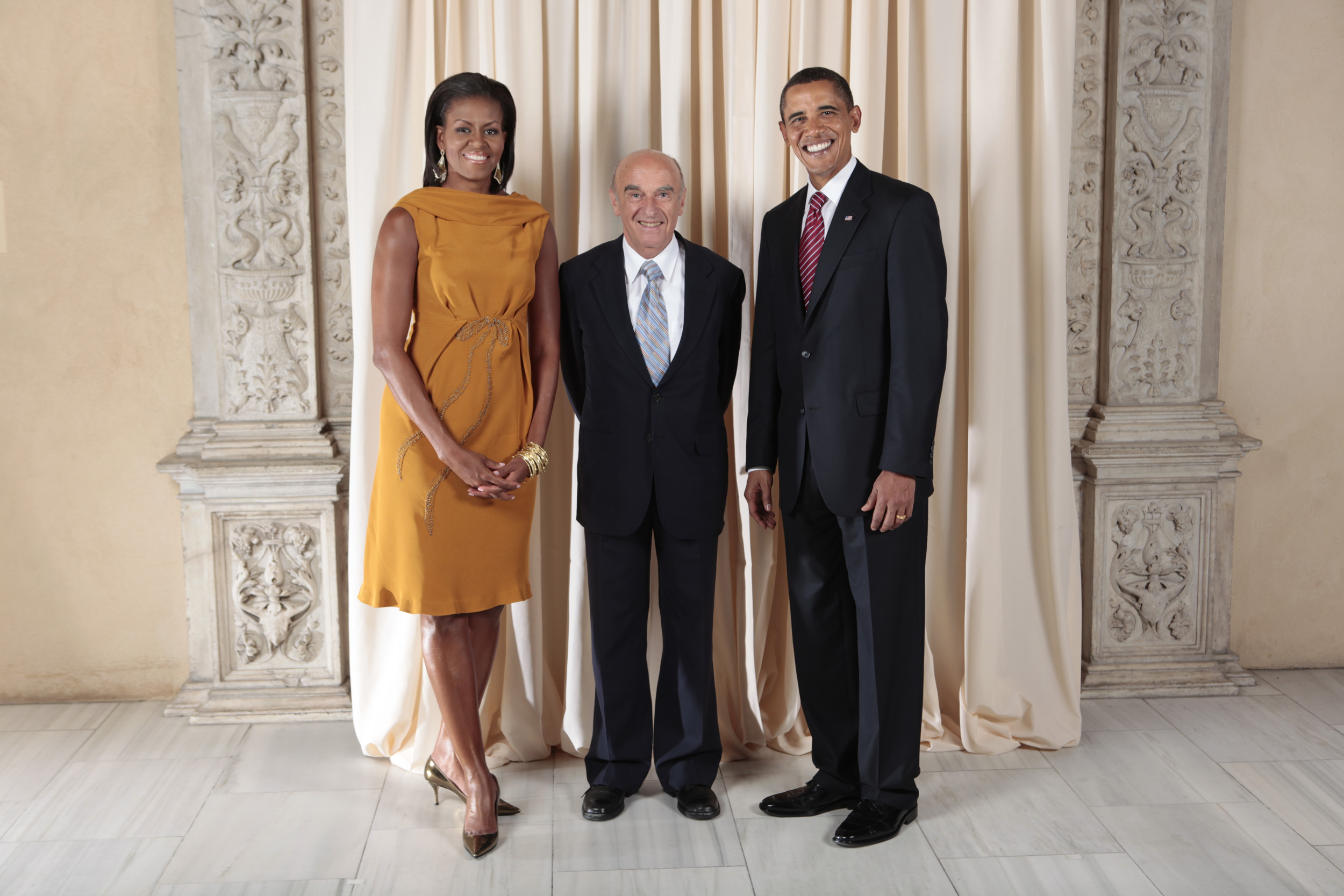
De Zwitserse bondspresident Hans-Rudolf Merz en de Obama's. New York, 23 september 2009.

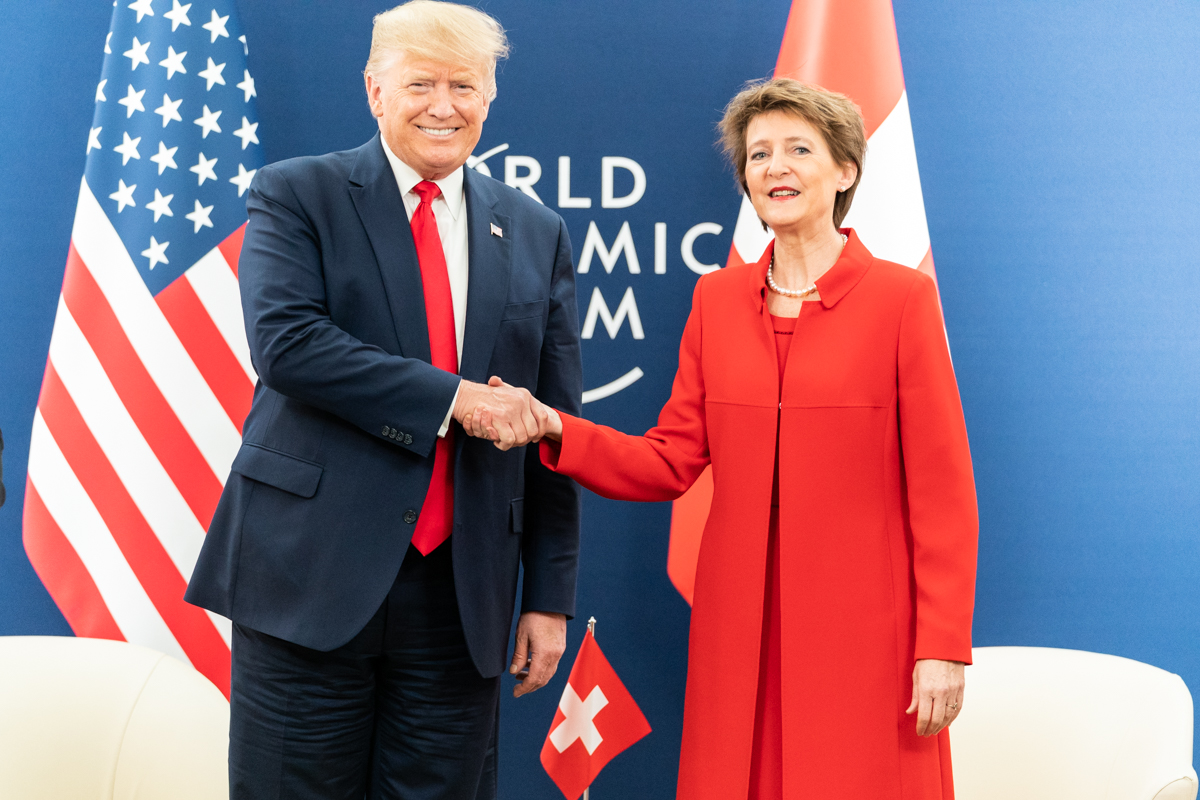
De Zwitserse bondspresidente Sommaruga en de Amerikaanse president Donald Trump op het World Economic Forum. Davos, 21 januari 2020.

De Amerikaans-Zwitserse betrekkingen vormen de internationale betrekkingen tussen de Verenigde Staten en Zwitserland.

## Landenvergelijking
|                 | Verenigde Staten   | Zwitserland                           |
| --------------- | ------------------ | ------------------------------------- |
| Bevolking       | 332.639.102 (2020) | 8.403.994 (2020)                      |
| Oppervlakte     | 9.826.675 km²      | 41.285 km²                            |
| Dichtheid       | 33,9/km² (2020)    | 203,6/km² (2020)                      |
| Hoofdstad       | Washington D.C.    | Bern                                  |
| Regeringsvorm   | Federale republiek | Federale republiek                    |
| Officiële talen | Engels             | Duits, Frans, Italiaans, Reto-Romaans |

## Geschiedenis
De VS hebben sinds 1853 een diplomatieke missie in Zwitserland. Sinds 1882 heeft ook Zwitserland een diplomatieke missie in de Verenigde Staten. Consulaire betrekkingen bestonden reeds sinds 30 november 1829. De eerste consul-generaal van de Verenigde Staten in Zwitserland was de in Duitsland geboren John Godfrey Boeker, die in oktober 1830 in Bazel zijn dienst begon. Omgekeerd had Zwitserland al sinds 1822 consulaire vertegenwoordigers in de Verenigde Staten, een in de stad New York en een in Washington D.C.
In de 19e eeuw emigreerden er veel Zwitsers naar de Verenigde Staten, zoals bijvoorbeeld Andrew Mattei in 1890.
Zwitserland bemiddelt regelmatig tussen de Verenigde Staten en Cuba en sinds de Iraanse gijzelingscrisis ook tussen de VS en Iran.
De Amerikaanse ambassadeur in Bern is sinds 1997 ook geaccrediteerd bij het Zwitserse buurland Liechtenstein.

## Personen
- James Bates
- Ida Helena Froelicher-Stehli
- Clara Guthrie d'Arcis
- Ida Hoff
- Andrew Mattei